# Tren Ligero de Denver
El Tren Ligero de Denver  o RTD Light Rail es un sistema de tren ligero que abastece al área metropolitana de Denver, Colorado. Inaugurado el 7 de octubre de 1994, actualmente el Tren Ligero de Denver cuenta con 6 líneas y 46 estaciones.

## Administración
El Tren Ligero de Denver es administrado por Regional Transportation District.